# Nicolae Mărgineanu (regizor)
Nicolae-Dinu Mărgineanu (n. 25 septembrie 1938, Cluj) este un operator, scenarist, producător și regizor de film român.

## Viața personală
Este căsătorit din 1976 cu actrița Maria Ploae și au împreună 3 copii, al patrulea fiind din prima căsnicie a regizorului. Unul dintre ei, Petru Mărgineanu, este compozitor, iar Ana Mărgineanu este regizor de teatru.  Tatăl său, profesorul universitar Nicolae Mărgineanu, specialist în psihologie, a efectuat 16 ani de închisoare în închisorile comuniste, între 1948 și 1964.

## Activitate profesională
A absolvit cursurile IATC în 1969 (imagine). Activitate bogată ca operator de film în anii '70, pentru ca din anii '80 să se dedice regiei de film. Devine un regizor de primă mână al filmului românesc din această perioadă , prin seriozitatea abordării, construcție dramatică solidă și atenția acordată partiturii actoricești. Face atât film de ficțiune, cât și film documentar și utilitar. Din 1990 este și producător de film.

### Premii
Numeroase premii și mențiuni la diverse festivaluri de film, atât naționale, cât și internaționale:
- Un om în loden, (1979): Premiul ACIN pentru debut.
- Ștefan Luchian, (1981): Premiul CIDALC la Festivalul Internațional de film de la Karlovy Vary.
- Întoarcerea din iad, [6] (1983): Diplomă de onoare la Festivalul Internațional al filmului de la Moscova, Marele Premiu la Festivalul Național al filmului de la Costinești.
- Pădureanca (1987): Premiul de regie la Festivalul Național al filmului de la Costinești.
- Flăcări pe comori, (1987): Premiul de regie la Festivalul Național al filmului de la Costinești.
- Undeva în Est (1991): Premiul pentru scenariu, Fetivalul Național de la Costinești.
- Privește înainte cu mînie, (1993): Festivalul Internațional din Berlin – PANORAMA, 1994

MARELE PREMIU la Festivalul Internațional al Noului Cinema, Pesaro, Italia,1994. DELFINUL DE ARGINT, la Festivalul Internațional de la Troia, Portugalia. Diploma FIPRESCI, Troia, Portugalia, 1994. Diploma OCIC la Festivalul Internațional de la Amiens, Franța,1994. Premiul pentru imagine la Festivalul Internațional de la Skopje, Macedonia. Premiul Special al Juriului la Festivalul Filmului Național de la Costinești
- Binecuvântată fii, închisoare, (2002):

Premiul Juriului pentru cea mai bună contribuție artistică, Festivalul Filmelor Lumii, Montreal, 2003 și Mențiunea specială a Juriului ecumenic. Premiul ”Cavalerul de argint” la Festivalul Internațional de filme spirituale „Cavalerul de aur”, Irkutsk, Rusia, 2004. Christian Visual Media’s Crown Awards (Atlanta, SUA, 2004): Silver Award – Best Screenplay Silver Award - Best International Film Bronze Award – Best Picture Silver Award – Best Drama

## Filmografie

### Operator
- Alerta - r. Mircea Săucan, (1967)
- Brigada Diverse intră în acțiune (1970)
- Apa ca un bivol negru (documentar, 1971) – în colaborare
- Brigada Diverse în alertă! (1971)
- B.D. la munte și la mare (1971)
- Explozia (1972)
- Frații Jderi (1974) – în colaborare cu Mircea Mladin
- Ștefan cel Mare - Vaslui 1475 (1975) – colaborator imagine
- Muntele ascuns (1975)
- Tănase Scatiu (1976)
- Profetul, aurul și ardelenii (1978)

### Regizor
- Profetul, aurul și ardelenii (1978) – regizor secund
- Mai presus de orice (1978) - în colaborare cu Dan Pița
- Un om în loden (1979)
- Ștefan Luchian (1981)
- Întoarcerea din iad (1983)
- Pădureanca (1987)
- Flăcări pe comori (1988)
- Un bulgăre de humă (1990)
- Li-ber-ta-te, li-ber-ta-te ! (1990), coregie cu Iosif Costinaș, Lucian Ionică
- Undeva în Est (1991)
- Privește înainte cu mînie (1993)
- Arhitectura și puterea (1993) - film documentar.
- Enescu - la răspântie de vremi (1994)
- Capul de zimbru (film TV, 1996)
- Faimosul paparazzo (1999)
- Binecuvântată fii, închisoare (2002)
- Romania muzicii traditionale (2003)
- Logodnicii din America (2007)[7]
- Schimb valutar (2008)[8]
- Dealul Crucii (2010)
- Amfiteatre și închisori : un psiholog în temnițele comuniste (2010)
- Demascarea (2011)
- Parintele Arsenie Boca, omul lui Dumnezeu (2011)
- Părintele Arsenie Boca în duh și adevăr (2013)
- George Manu – Rectorul din Zarca Aiudului (2013)
- Poarta Albă (2014)
- Intalnire cu un sfant - Parintele Arsenie Boca (2015)
- Părintele Teofil, apostolul tinerilor (2016)
- Execuția (2017)
- Fals tratat de mantuire a sufletului (2018)
- Cardinalul (2019)

### Scenarist
- Mai presus de orice (1978) - în colaborare cu Dan Pița, Iosif Demian și Dan Mutașcu
- Un om în loden (1979) – în colaborare cu Haralamb Zincă
- Ștefan Luchian (1981) – în colaborare cu Iosif Naghiu
- Întoarcerea din iad (1983) – în colaborare cu Petre Sălcudeanu
- Pădureanca (1987) – în colaborare cu Augustin Buzura
- Un bulgăre de humă (1990) – în colaborare cu Mircea Radu Iacoban
- Undeva în Est (1991)
- Binecuvântată fii, închisoare (2002)

### Producător
- Undeva în Est (1990)
- Faimosul paparazzo (1999)
- Binecuvântată fii, închisoare (2002)
- Ce lume veselă (2003)
- Biruința (2004)
- Logodnicii din America (2007)

### Actor
- Cercul (scurt, 1968)

## Distincții
- Ordinul național „Steaua României” în grad de Cavaler (1 decembrie 2000) „pentru realizări artistice remarcabile și pentru promovarea culturii, de Ziua Națională a României”[9]